# Таращанська волость
Таращанська волость — історична адміністративно-територіальна одиниця Канівського повіту Київської губернії з центром у селі Тараща.
Станом на 1878 рік складалася з 18 поселень, 9 сільських громад. Населення — 10558 осіб (5351 чоловічої статі та 5207 — жіночої), 1862 дворових господарств.
|                     | Площа, (десятин) | У тому числі орної, (десятин) |
| ------------------- | ---------------- | ----------------------------- |
| Сільських громад    | 6997             | 4658                          |
| Приватної власності | 7799             | 2154                          |
| Іншої власності     | 266              | 219                           |
| Загалом             | 15062            | 7031                          |

Основні поселення волості:
- Тараща — колишнє власницьке село при урочищі Червоний Горб, 1015 осіб, 182 двори, православна церква, школа, постоялий будинок, водяний млин.
- Глушки — колишнє власницьке село при урочищі Западинці, 400 осіб, 71 двір, школа, постоялий будинок.
- Дацьки — колишнє власницьке село при річці Саквовиця, 1025 осіб, 173 двори, православна церква, школа, постоялий будинок.
- Кошмаков — колишнє власницьке село, 634 осіб, 120 дворів, 2 постоялих будинки.
- Квітки — колишнє власницьке село при річці Монастирській, 3343 особи, 626 дворів, православна церква, школа, 3 постоялих будинки, 3 лавки, 6 водяних млинів.
- Селище — колишнє власницьке село при річці Саквовиця, 1120 осіб, 189 дворів, православна церква, школа, лікарня, 3 постоялих будинки, 2 лавки, 3 водяних млини, бурякоцукровий завод.
- Сухини — колишнє власницьке село, 1792 особи, 340 дворів, православна церква, школа, 2 постоялих будинки, водяний млин.

Наприкінці XIX сторіччя волосне правління перенесено до села Селище й волость перейменовано на Селицьку.
Старшинами волості були:
- 1909−1913 роках — Мирон Кирилович Максименко[4],[5],[6],[7];
- 1915 року — Боніфатій Прокопенко[8].